# Kerkhof van Kaster
Het Kerkhof van Kaster is een gemeentelijke begraafplaats in het Belgische dorp Kaster, een deelgemeente van Anzegem. Het kerkhof ligt rond de Sint-Petruskerk aan de rand van het dorp.

## Britse oorlogsgraven
Op het kerkhof liggen 17 Britse gesneuvelden (waaronder 2 niet geïdentificeerde) uit de Tweede Wereldoorlog. Zij waren leden van het Britse Expeditiekorps die strijd leverden tegen de oprukkende Duitse troepen. Zij kwamen om tussen 19 en 22 mei 1940. Hun graven worden onderhouden door de Commonwealth War Graves Commission en zijn daar geregistreerd onder Kaster Churchyard.